# Veli Rat
Veli Rat ist eine Ortschaft auf der Insel Dugi Otok in Kroatien.

## Lage und Einwohner
Veli Rat ist die nördlichste Ortschaft der Insel und liegt in der Bucht Čuna. Das Dorf ist über die Staatsstraße D 109 mit den restlichen Orten der Insel verbunden. Im Ort liegt ein Geschäft, zwei Restaurants und eine 2007 eröffnete Marina. Die 91 Einwohner (2021) leben hauptsächlich von der Fischerei und vom Tourismus
| Bevölkerungsentwicklung | Bevölkerungsentwicklung | Bevölkerungsentwicklung | Bevölkerungsentwicklung | Bevölkerungsentwicklung | Bevölkerungsentwicklung | Bevölkerungsentwicklung | Bevölkerungsentwicklung | Bevölkerungsentwicklung | Bevölkerungsentwicklung | Bevölkerungsentwicklung | Bevölkerungsentwicklung | Bevölkerungsentwicklung | Bevölkerungsentwicklung | Bevölkerungsentwicklung | Bevölkerungsentwicklung | Bevölkerungsentwicklung |
| ----------------------- | ----------------------- | ----------------------- | ----------------------- | ----------------------- | ----------------------- | ----------------------- | ----------------------- | ----------------------- | ----------------------- | ----------------------- | ----------------------- | ----------------------- | ----------------------- | ----------------------- | ----------------------- | ----------------------- |
| 1857                    | 1869                    | 1880                    | 1890                    | 1900                    | 1910                    | 1921                    | 1931                    | 1948                    | 1953                    | 1961                    | 1971                    | 1981                    | 1991                    | 2001                    | 2011                    | 2021                    |
| 263                     | 533                     | 230                     | 320                     | 315                     | 337                     | 452                     | 300                     | 286                     | 282                     | 245                     | 239                     | 167                     | 140                     | 83                      | 60                      | 91                      |

## Geschichte
Die Siedlung Viel Rat wurde 1327 als ad Punctas das erste Mal erwähnt. Zu dieser Zeit gab es die Pfarrkirche schon, die dem Hl. Antonius geweiht ist. Zuerst war Veli Rat eine Kirchgemeinde mit Soline und Božava. 1685 wurde sie eine unabhängige Kirchgemeinde.
Eine besondere Sehenswürdigkeit ist der 1849 erbaute, 42 Meter hohe Leuchtturm von Veli Rat. Er zählt zu den höchsten in der Adria. Angeblich erhielt er seine gute Putzhaftung von dem Eiweiß von 100.000 Eiern. Neben dem Leuchtturm steht die Kapelle Sveti Nikole. Wie auf der ganzen Insel werden wegen fehlender Süßwasserquellen wöchentliche Wassertransporte mit dem Schiff durchgeführt.
Am 11. Juni 1983 lief der Italienische Frachter Michele am nördlichen Ende der Insel in der Nähe des Leuchtturms auf 4 – 5 m auf einen Felsen und sank. Durch die geringe Tiefe blieb ein Teil des Schiffes über der Wasseroberfläche. Nach und nach zerfällt das Wrack und ist ein beliebter Platz für Taucher und Schnorchler.

## Persönlichkeit
- Marijan Oblak (1919–2008), Erzbischof

## Galerie

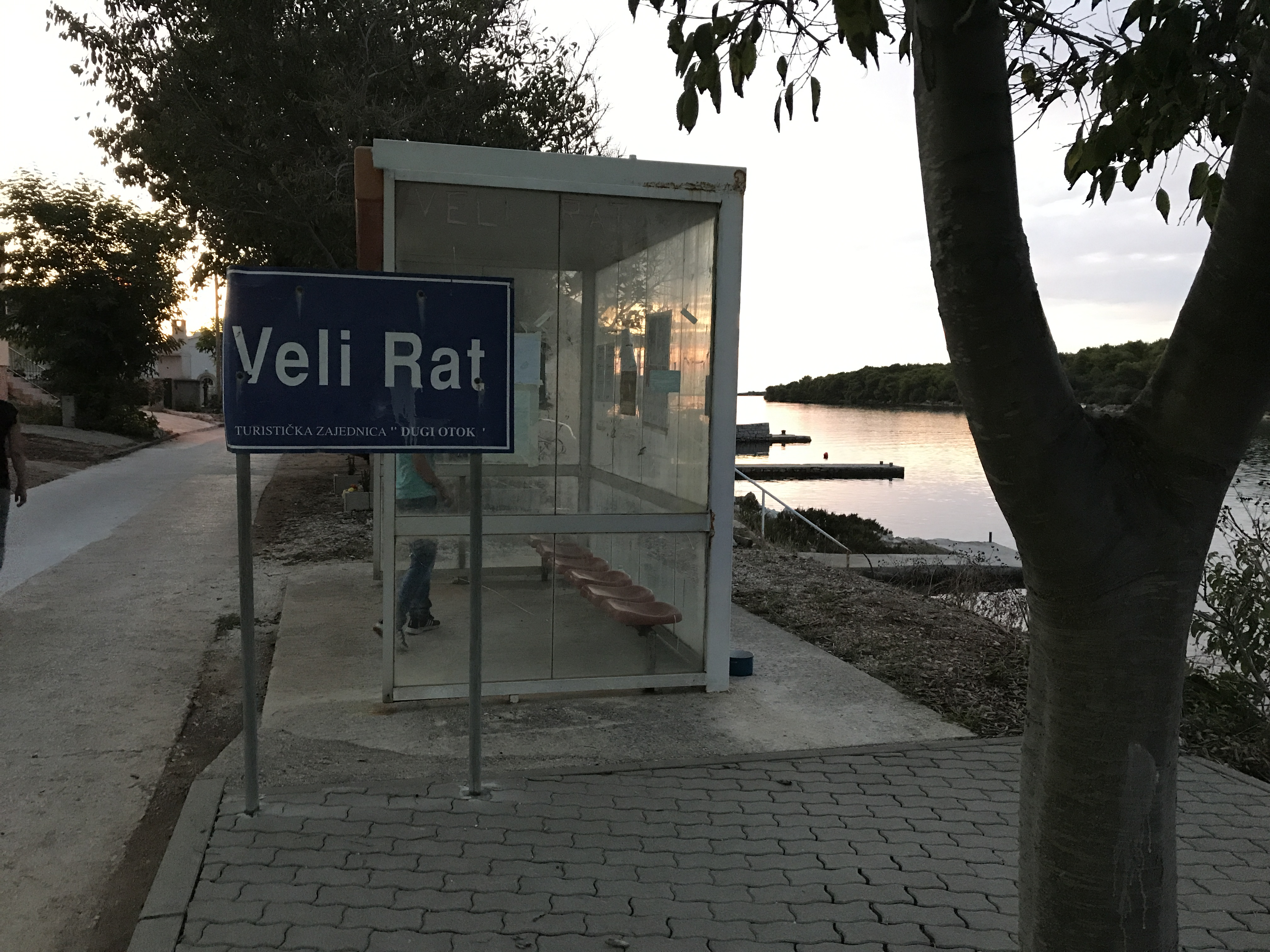
Ortseinfahrt von Veli Rat
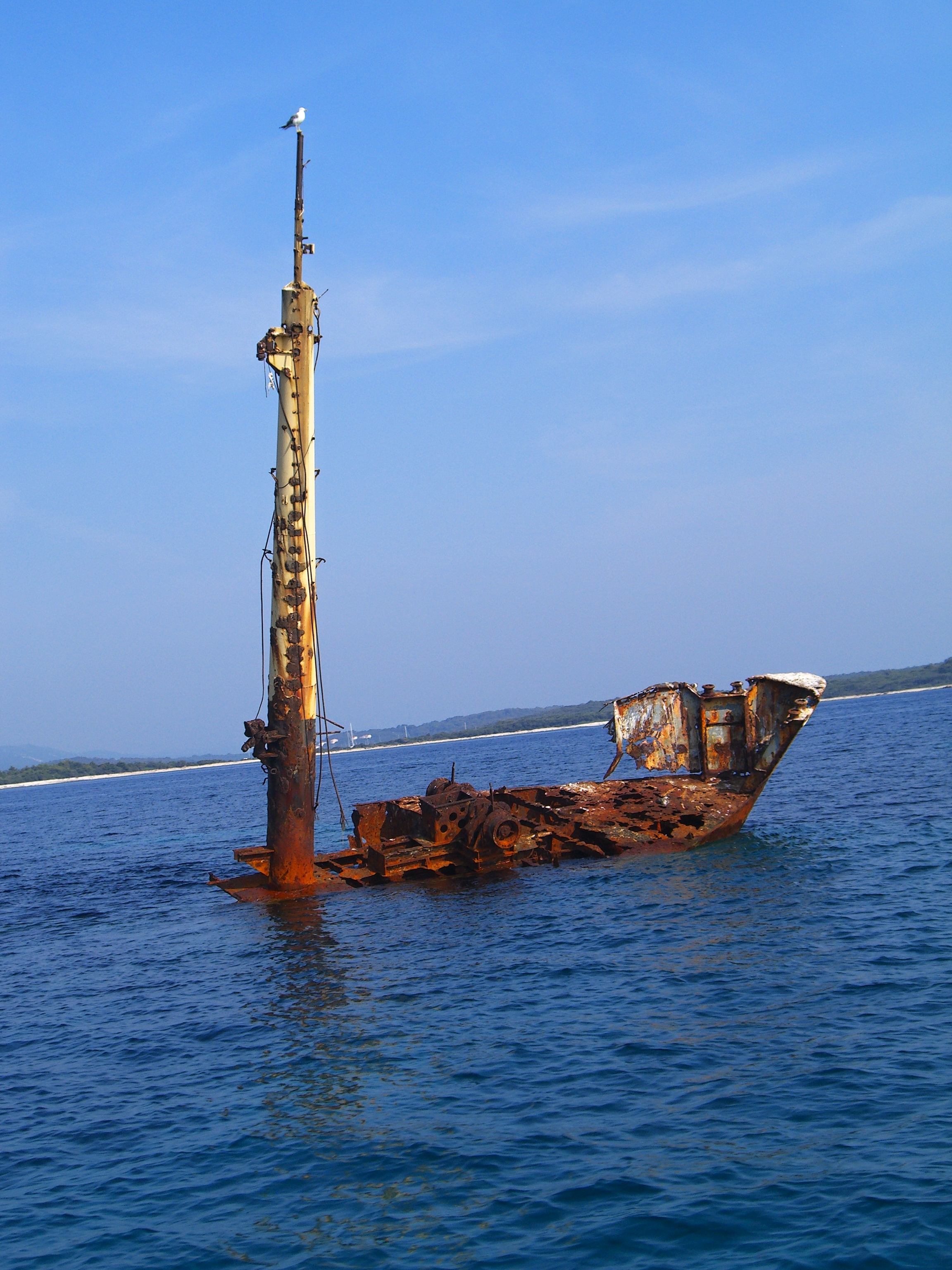
Wrack
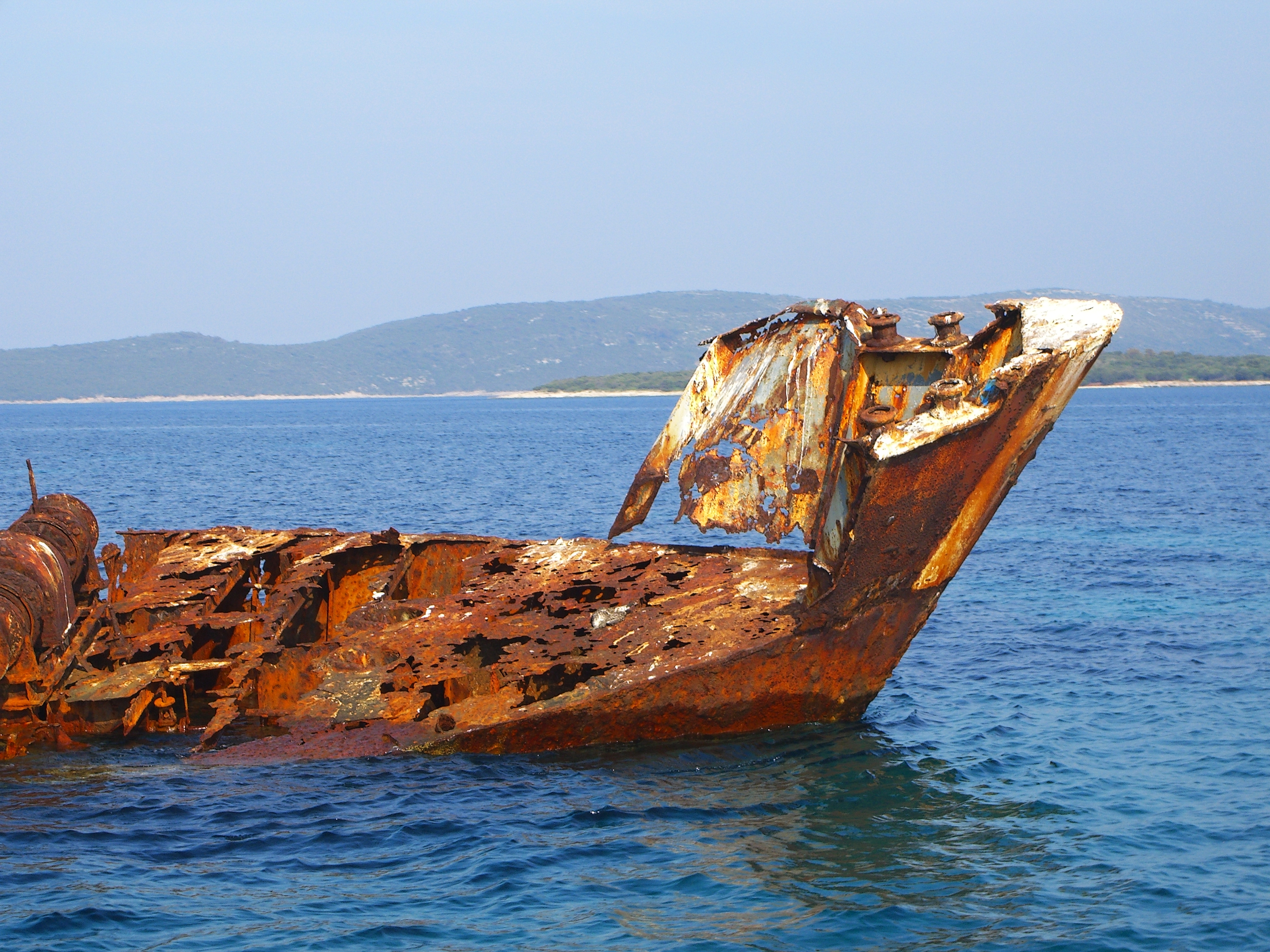
Wrack
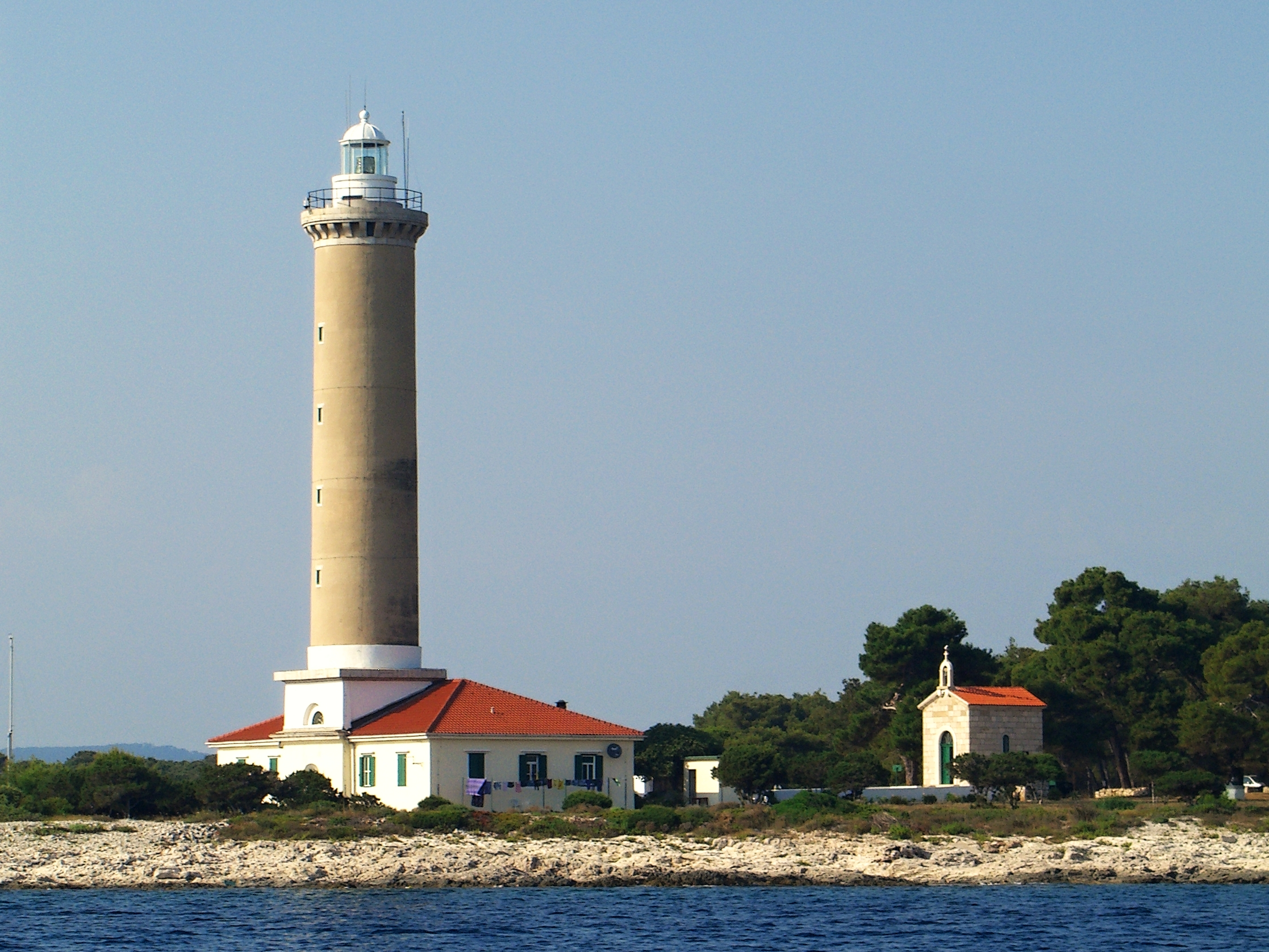
Leuchtturm von Veli Rat mit Kapelle des Hl. Nikolaus
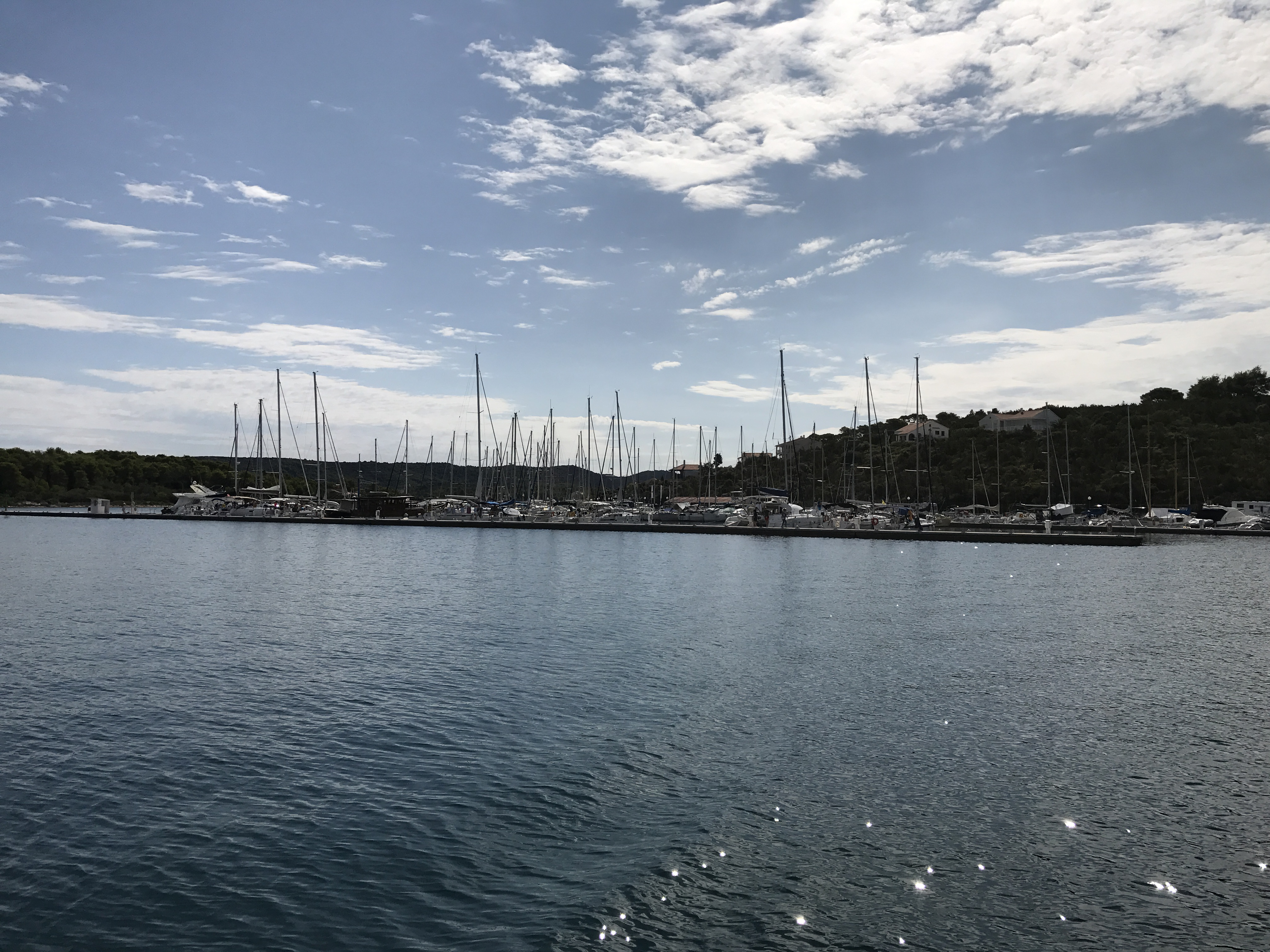
Marina von Veli Rat